# Ayuntamiento de Toronto
El Ayuntamiento de Toronto (en inglés: Toronto City Hall) es la sede del gobierno municipal de Toronto, Ontario, Canadá, y uno de los edificios más característicos de la ciudad. Diseñado por el arquitecto finlandés Viljo Revell (junto con Heikki Castrén, Bengt Lundsten y Seppo Valjus), el arquitecto paisajista Richard Strong y el ingeniero Hannskarl Bandel, el edificio fue inaugurado en 1965. Fue construido para sustituir al Antiguo Ayuntamiento (Old City Hall), que había albergado las oficinas municipales desde 1899. El actual ayuntamiento, situado en la Nathan Phillips Square, es el cuarto de la ciudad y fue construido para sustituir a su predecesor, que se había quedado pequeño poco después de su construcción.

## Historia
Los líderes de la ciudad habían estado contemplando construir un ayuntamiento más moderno para albergar a su creciente gobierno municipal desde al menos 1943, cuando un informe recomendó la construcción de un nuevo ayuntamiento y una plaza pública en la manzana rodeada por Queen Street West, Bay Street y Chestnut Street. La recomendación fue rechazada por el electorado en un referéndum el día de Año Nuevo de 1947. Sin embargo, en octubre de 1952, un panel de ciudadanos designados por el ayuntamiento hizo la misma recomendación. En 1954, los líderes seleccionaron una sociedad compuesta por tres de los estudios de arquitectura más grandes de Toronto de la época (Marani and Morris, Mathers and Haldenby y Shore and Moffat) para que realizara un diseño. Presentado en noviembre de 1955, proponía un edificio simétrico de estilo moderno revestido de caliza frente a una plaza ajardinada. A diferencia del diseño que finalmente se construiría, conservaba la oficina del Registro Civil, de estilo beaux arts, situada en la parte oeste de la parcela. El podio del nuevo ayuntamiento iba a albergar el salón de plenos, y fue provisto de columnas para complementar las ocho columnas del edificio del Registro Civil, con el cual estaba alineado atravesando el nuevo espacio público.
El proyecto fue criticado por arquitectos importantes, incluido Frank Lloyd Wright (que lo calificó de «esterilización» y de «cliché ya anticuado») y Walter Gropius (que lo consideró un «diseño pseudomoderno muy pobre e indigno de la ciudad de Toronto»), y todas las clases de la Facultad de Arquitectura de la Universidad de Toronto firmaron una carta condenando la propuesta y pidiendo una competición internacional de diseño. La propuesta, cuya construcción habría costado 18 millones de dólares, fue descartada cuando los votantes la rechazaron en un referéndum en diciembre de 1955. El concepto de diseño fue adaptado por los arquitectos en el Imperial Oil Building situado en St. Clair Avenue West.

### Concurso de diseño

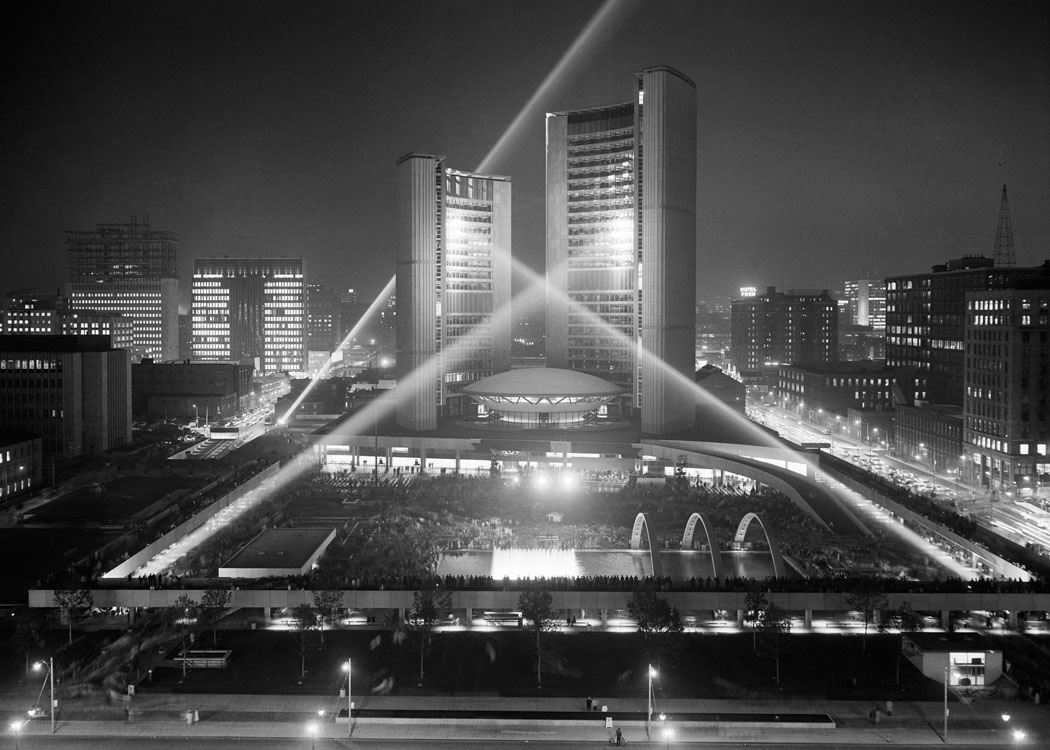
Inauguración oficial del Ayuntamiento en 1965.

Dirigido por el alcalde Nathan Phillips, el ayuntamiento de Toronto decidió en 1956 convocar un concurso de diseño internacional para elegir el nuevo diseño, con las condiciones establecidas por la Unión Internacional de Arquitectos. Esto causó cierta controversia dado que algunos consideraban que el trabajo debía ser realizado por un canadiense. Phillips reunió un jurado integrado por cinco expertos de arquitectura de todo el mundo, con Eric Arthur como asesor.
Cuando terminó el plazo, el 18 de abril de 1958, el comité había recibido más de quinientas propuestas procedentes de cuarenta y dos países, entre las que seleccionaron a ocho semifinalistas. En septiembre de 1958, tres jueces eligieron el diseño de Viljo Revell, aunque casi no llegó a ser semifinalista: Eero Saarinen, miembro del jurado, llegó un día y medio tarde y escogió el diseño de Revell entre la lista de propuestas que podían ser rechazadas según los otros jueces, y convenció a otros dos jueces de que el diseño de Revell debía ser el ganador. Uno de los dos jueces disidentes fue William Holford, que era escéptico sobre si el diseño se podría construir con el presupuesto de 18 millones de dólares establecido por la ciudad. Revell recibió un premio de 25 000 dólares más unos honorarios de aproximadamente un millón de dólares por supervisar la construcción. Se quejó de que no se había dado suficiente reconocimiento a sus colaboradores en el diseño, Heikki Castren, Bengt Lundsten y Seppo Valjus, y pidió que todos los nombres fueran considerados como arquitectos. Revell falleció en 1964 antes de que se completara el proyecto.

### Construcción
La construcción empezó en 1961, y el edificio se completó cuatro años más tarde. La cápsula del tiempo del Ayuntamiento se colocó en una gran ceremonia el 7 de noviembre de 1962 y el gobernador general Georges Vanier inauguró oficialmente la nueva estructura el 13 de septiembre de 1965.
La zona del Ayuntamiento de Toronto y la plaza cívica había albergado antiguamente el primer Chinatown de Toronto, que fue expropiado y demolido a mediados de los años cincuenta en preparación para la construcción de un nuevo edificio cívico. En la ubicación del propio Ayuntamiento también se encontraba una oficina del Registro de la Propiedad de 1917, de estilo neoclásico, que formaba parte de un anterior plan de renovación urbana de la zona y fue demolida en 1964.
El lado sur de Queen Street situado frente al Ayuntamiento era considerado un «barrio marginal comercial» y en agosto de 1964 el Ayuntamiento de Toronto decidió expropiarlo para dedicarlo a un uso apropiado para la nueva plaza pública. Entre los negocios en ese lado de la calle se encontraban dos teatros burlescos, varias casas de empeño y un cine. El lado sur estaba vacío en la época de la inauguración del Ayuntamiento, y posteriormente fue ocupado por un nuevo hotel, conectado a la plaza mediante una pasarela peatonal sobre Queen Street.
Al oeste del nuevo ayuntamiento se encontraba el Arsenal de Toronto en University Avenue, justo al norte de Osgoode Hall, que fue comprado al Gobierno de Canadá por dos millones de dólares para construir un nuevo tribunal, que también formaba parte del proyecto de la nueva plaza cívica.

## Diseño

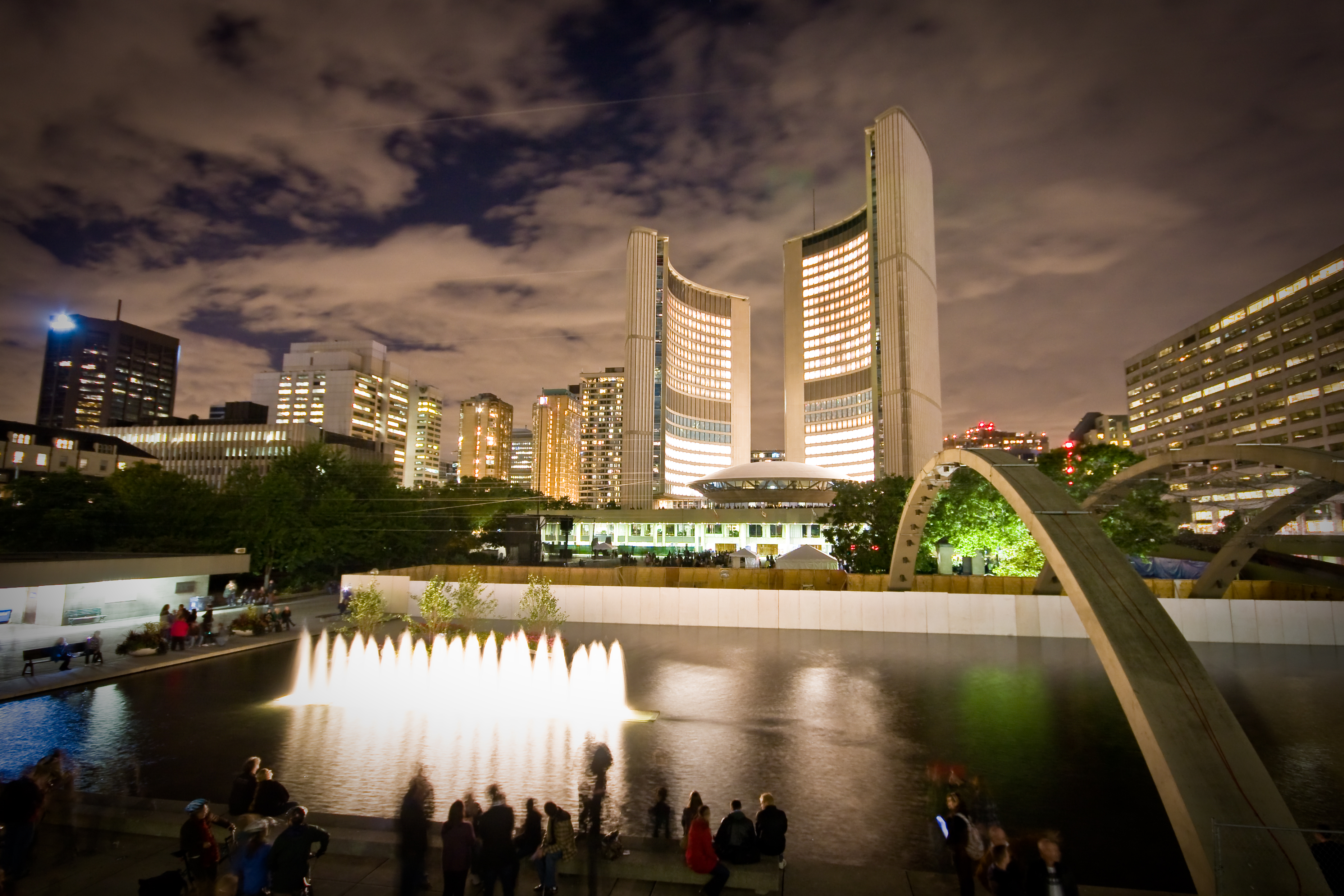
El Ayuntamiento tiene dos torres curvas que se elevan a diferentes alturas, y una plaza pública con una piscina reflectante.

Mientras la base del edificio es rectangular, sus dos torres tienen una planta curva y se elevan a diferentes alturas. La torre este tiene 27 plantas y 99.5 m de altura y la torre oeste tiene 20 plantas y 79.4 m. Entre las dos torres se encuentra el salón de plenos, que tiene una forma similar a un platillo volante; la disposición de las torres se asemeja a dos manos rodeando el salón de plenos. Las superficies exteriores de la curva de las torres están cubiertas con hormigón con un patrón de nervaduras que proporciona resistencia y evita el derrumbe de la estructura como resultado de la expansión de las superficies exteriores o de diferencias en la presión atmosférica a ambos lados de cada torre como consecuencia de los fuertes vientos característicos de los Grandes Lagos. Los alzados norte, oeste y este son más abstractos y esculturales, lo que contrasta con el extenso acristalamiento del alzado sur; cada uno de ellos presenta paneles cóncavos de hormigón texturizado con tiras de mármol de Botticino. Al este de la plaza está el Antiguo Ayuntamiento, que actualmente sirve como palacio de justicia. Desde el aire, el edificio se ve como un ojo gigante que no parpadea, de lo que proviene el apodo original del edificio, The Eye of Government («el ojo del gobierno»). Cuando se construyó, el edificio generó una intensa controversia debido a que muchos consideraban que era «demasiado futurista» para la ciudad.
El diseño del espacio público frente al nuevo ayuntamiento, la Nathan Phillips Square, también formaba parte del concurso de diseño. La piscina reflectante de la plaza y sus arcos de hormigón, la fuente y los pasadizos elevados formaban parte del proyecto de Revell. Desde entonces se han añadido varios monumentos, esculturas y otras obras de arte público, y ha sido renovada, pero continúa complementando al ayuntamiento con sus elementos de diseño originales.

### Salón de plenos

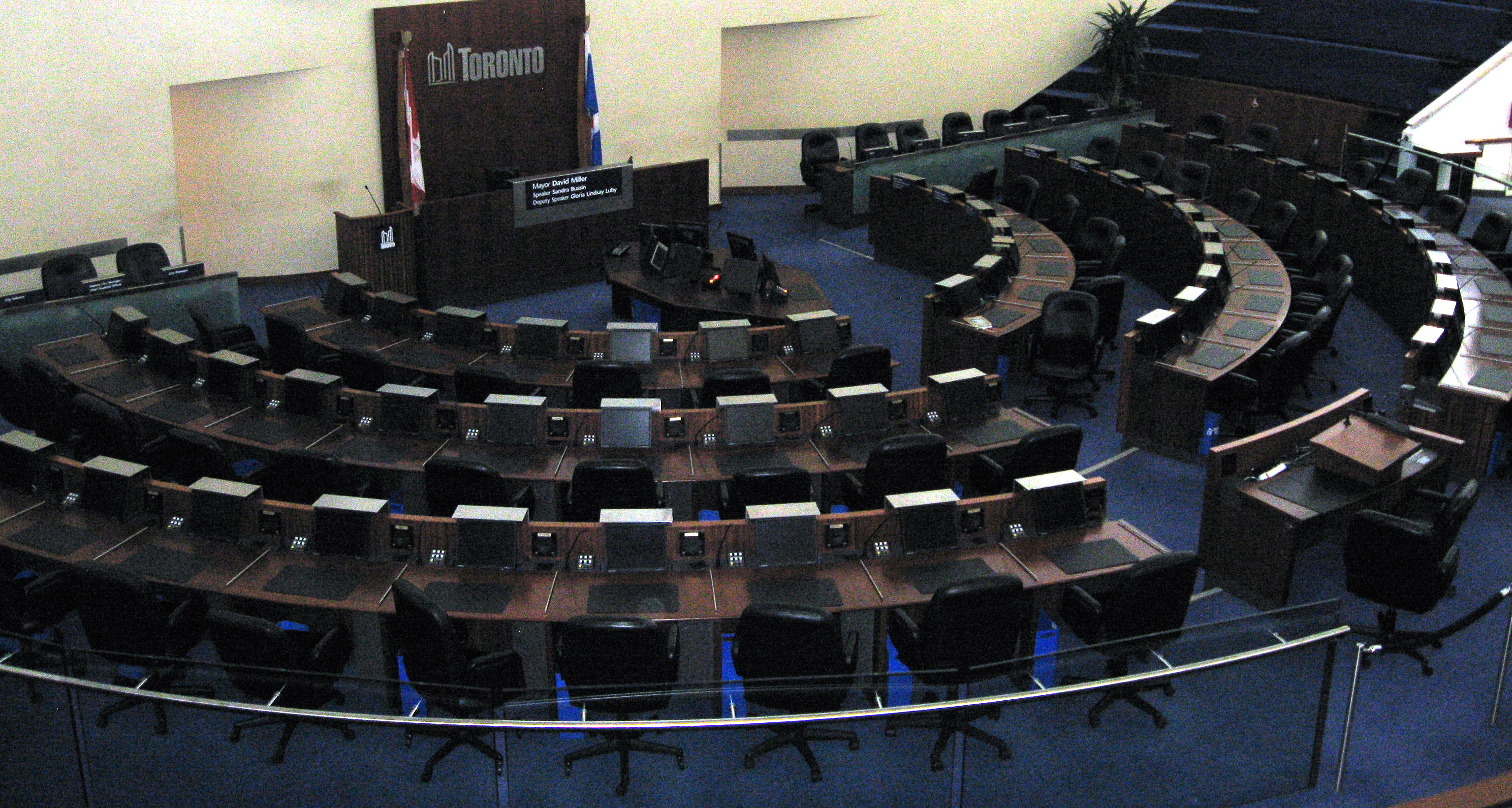
El salón de plenos.

El salón de plenos es una habitación semicircular situada en la segunda planta, sostenida por una única columna de gran tamaño. En la planta principal del salón están los escaños de los veinticinco concejales, dispuestos en un semicírculo. Frente a los concejales está el podio y el escaño del presidente del consejo. A ambos lados del presidente hay dos largas mesas para los comisarios. Frente al presidente está el escritorio con forma de herradura del secretario del ayuntamiento y el personal del secretario. El alcalde se sienta entre los concejales, en la primera fila, a la derecha del presidente. Hay un podio extraíble a la derecha del presidente para los oradores invitados. La habitación está cubierta por una cúpula rebajada que se apoya sobre veintitrés pares de soportes con forma de v que se elevan desde la base. El espacio detrás de los soportes está relleno con cristal.
Detrás de los concejales está la galería pública, que puede albergar a doscientas cincuenta personas sentadas en filas escalonadas. Junto al salón de plenos se encuentran dos salas de comités, así como las oficinas del alcalde y los concejales. Dos grupos de ascensores proporcionan acceso a las plantas inferiores (la planta baja y el aparcamiento).

Imagen panorámica de 360 grados del vestíbulo en 2009; la gran columna sostiene el salón de plenos.

### Cambios y modificaciones

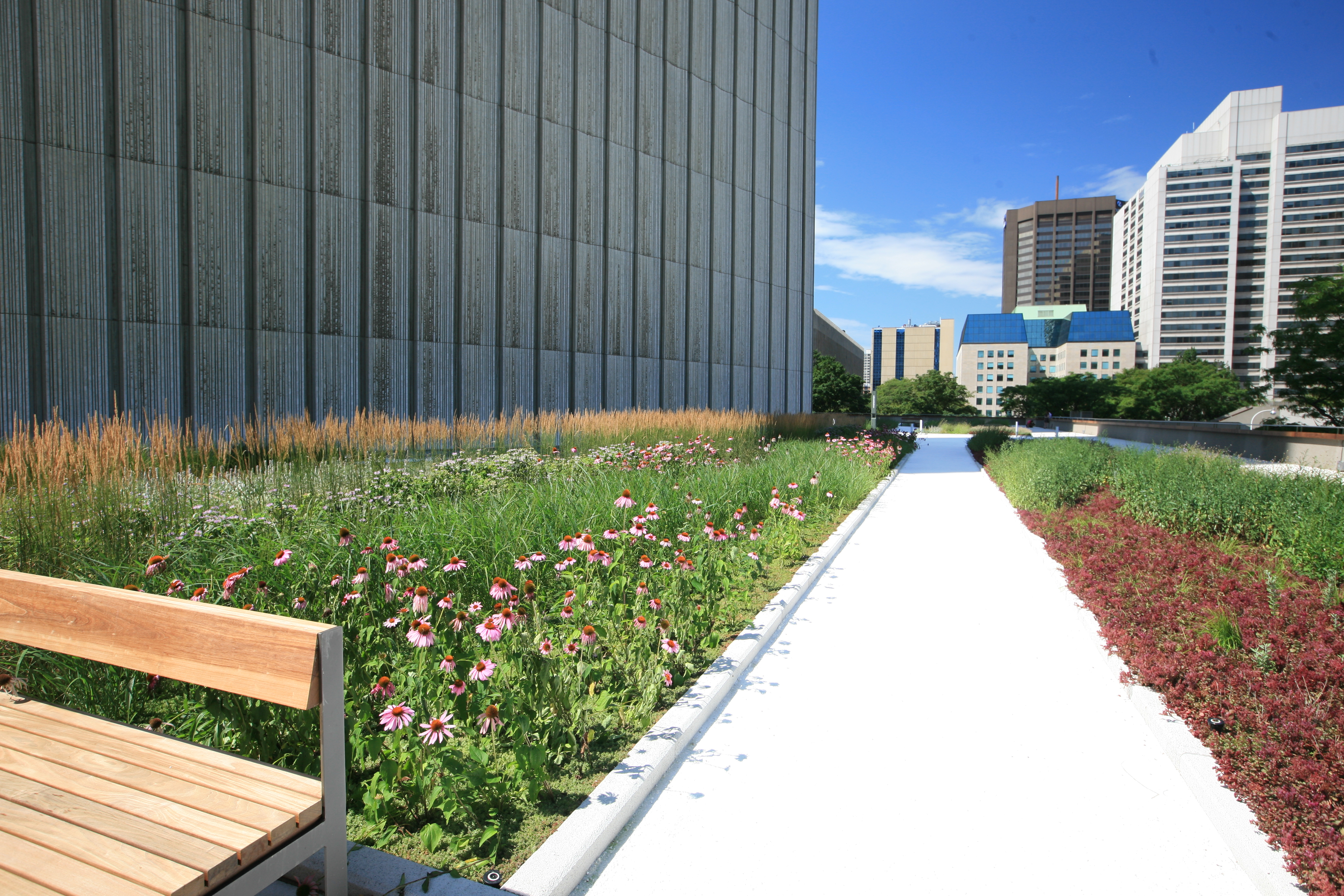
Instalado en 2009, el podio alberga el techo verde de acceso público más grande de Toronto.

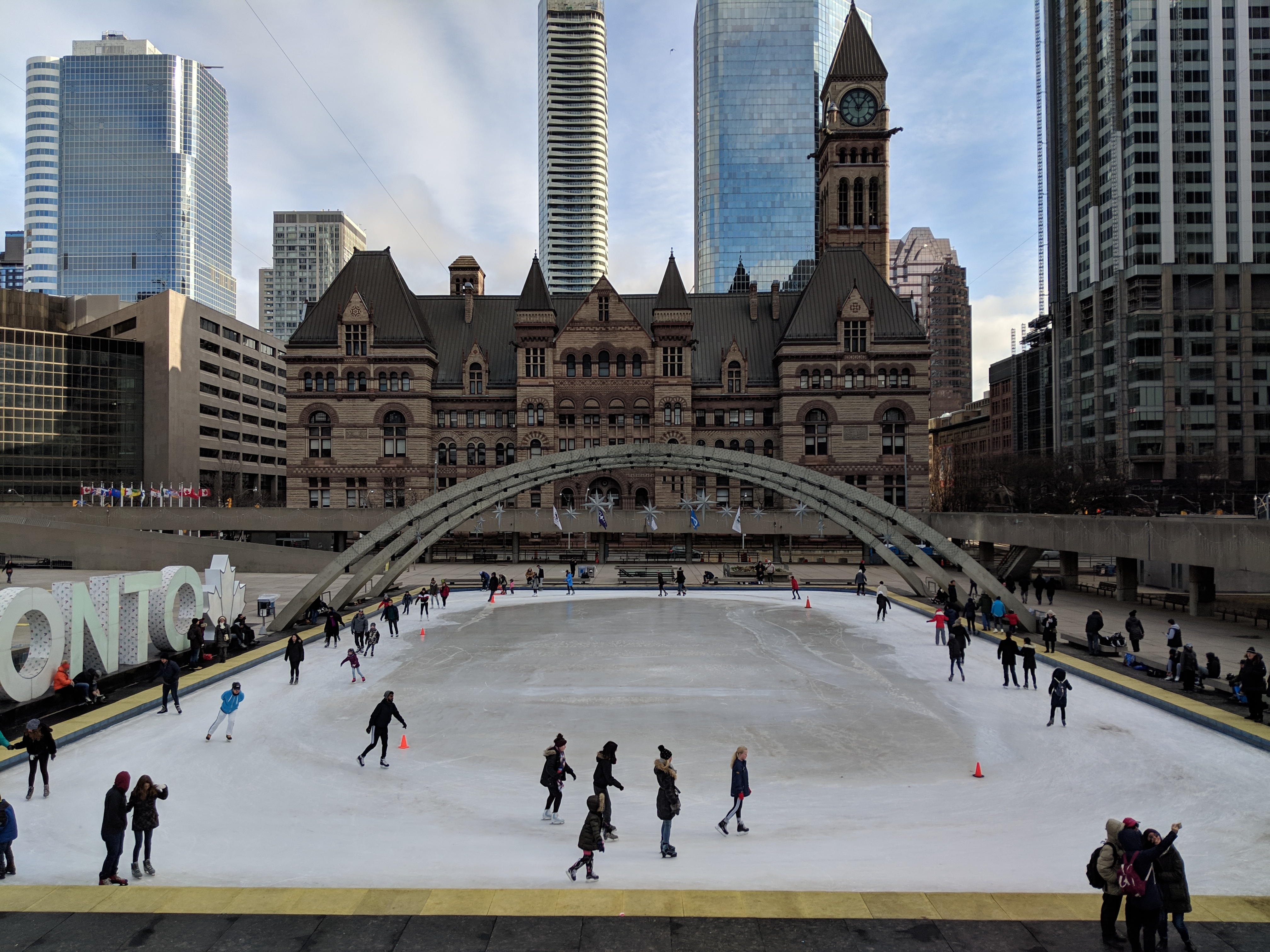
La pista de patinaje durante los meses de invierno.

El Ayuntamiento ha cambiado en las últimas cuatro décadas:
- En 1990 se inauguró la guardería llamada Hester How Daycare Centre, dedicada a una profesora de Toronto, Hester How, que ayudó a la reinserción de jóvenes delincuentes en la segunda mitad del siglo xix.
- Mejoras menores realizadas por el arquitecto de Toronto Bruce Kuwabara para conectar las dos torres y modernizar el salón de plenos en 1997-1998.
- Cerró la plataforma de observación de la torre este. No obstante, la plataforma ha estado abierta durante Doors Open Toronto y un concejal ha pedido su apertura durante los meses de verano.[13] A la planta se accede mediante escaleras, ya que los ascensores solo llegan hasta la planta 25.
- Cerró la tienda de regalos.
- La biblioteca del ayuntamiento se ha reducido de tamaño.
- La pista de hielo todavía se usa para patinar en invierno, pero en verano no se puede usar la zona de estanque/fuente para darse un chapuzón.
- A finales de 2009 se añadió un techo verde y abrió para más de diez mil visitantes en el fin de semana de Doors Open Toronto en mayo de 2010. Actualmente es el techo verde de acceso público más grande de la ciudad.[14][15]

El Ayuntamiento fue designado como propiedad de importancia histórica y arquitectónica mediante el Ontario Heritage Act de 1991. En 2005, el edificio celebró su cuadragésimo cumpleaños.

## Eventos

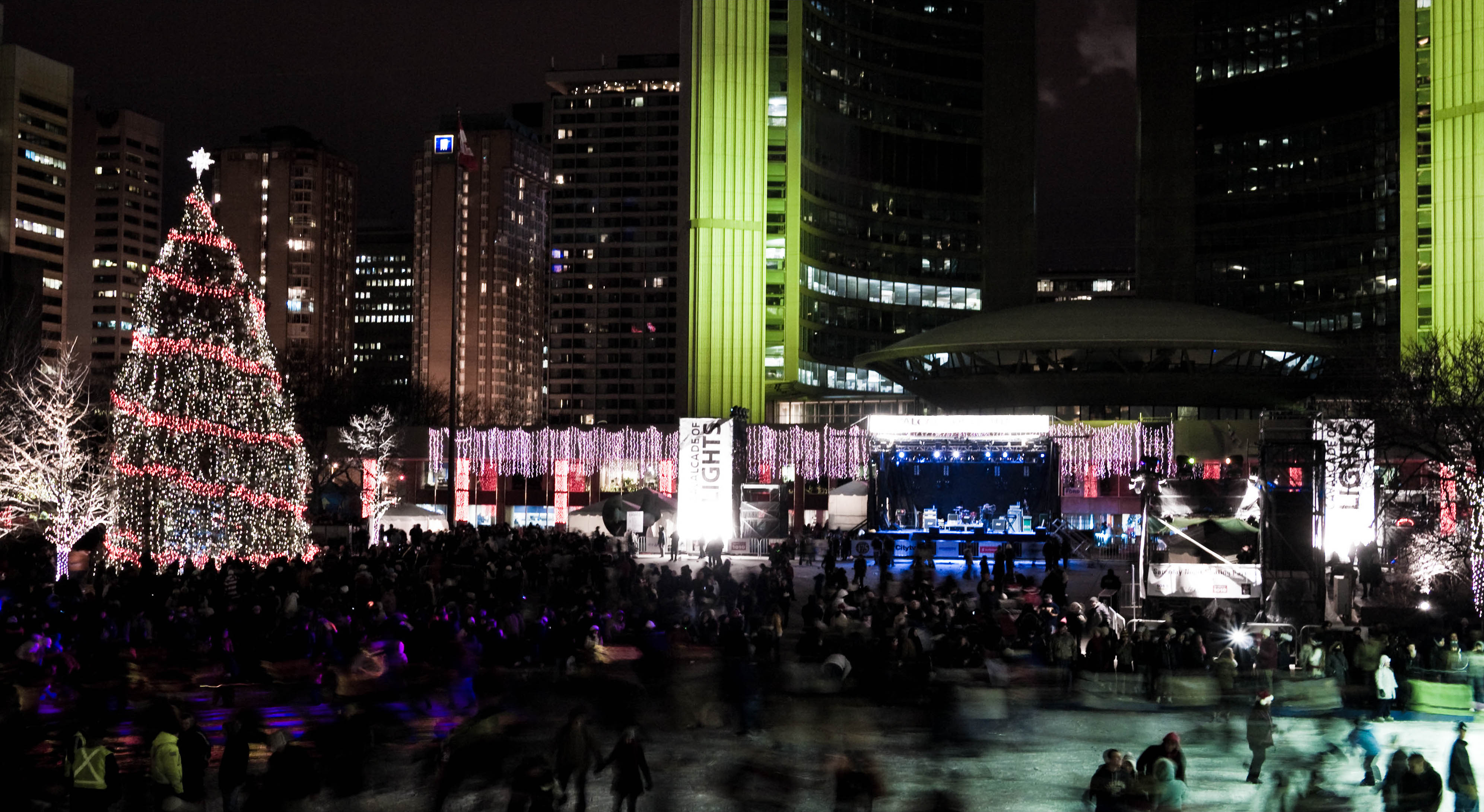
El Cavalcade of Lights Festival se celebra cada año en la Nathan Phillips Square.

La plaza del Ayuntamiento, la Nathan Phillips Square, es uno de los principales lugares de celebración de festivales y eventos de Toronto. Las celebraciones de Nochevieja se realizan allí cada año, e incluyen fuegos artificiales y actuaciones musicales. El Cavalcade of Lights Festival decora la plaza desde finales de noviembre hasta finales de diciembre de cada año.
Varios lugares del edificio son accesibles al público durante Doors Open Toronto; en 2009, el salón de plenos, la oficina del alcalde y el mirador de la planta 27.

## En la cultura popular

La bandera de Toronto.

Ya en 1969, el Ayuntamiento de Toronto apareció como un edificio futurista alienígena en un cómic de Star Trek; posteriormente apareció en el episodio Contagion de Star Trek: The Next Generation (temporada 2, episodio 11, 20 de marzo de 1989) como uno de los posibles destinos de un portal alienígena.
En la película de 1980 The Kidnapping of the President, protagonizada por William Shatner y Hal Holbrook, el ayuntamiento y la Nathan Phillips Square fueron el escenario de una escena de rehenes. En la película de 2002 The Tuxedo, el ayuntamiento hizo el papel de «sede de la CSA». En la película de 2004 Resident Evil: apocalipsis, el edificio representó el ayuntamiento de Raccoon City, y fue destruido por una bomba de neutrones. En la película de 2006 The Sentinel, tiene lugar un intento de asesinato en una reunión de la cumbre del G8 en el Ayuntamiento de Toronto. En la película de 2010 Red aparece el Ayuntamiento de Toronto y varios otros lugares de la ciudad.
En la serie de televisión Flashpoint también aparece el Ayuntamiento de Toronto en varios episodios.
La bandera de Toronto contiene una representación estilizada de las dos torres del ayuntamiento.